# Mercedes Masohn
Mercedes Masohn (Linköping, Suécia, 3 de Março de 1982), é uma atriz norte-americana, nascida na Suécia, conhecida por seus papéis em Fear the Walking Dead, como Ofelia Salazar, e em The Rookie, como Zoe Anderson,.

## Filmografia parcial
| Ano  | Título                  | Personagem   | Notas          |
| ---- | ----------------------- | ------------ | -------------- |
| 2006 | The Break-Up            | Goblet Girl  | Sem créditos   |
| 2008 | Now and Nowhere         | Delores      | Curta-metragem |
| 2009 | Red Sands               | Arab Woman   |                |
| 2010 | All Signs of Death      | Soledad      | TV film        |
| 2011 | Quarantine 2: Terminal  | Jenny        |                |
| 2011 | Three Veils             | Leila        |                |
| 2011 | Slightly Single in L.A. | Stacey       |                |
| 2012 | General Education       | Bebe Simmons |                |
| 2014 | Sniper: Legacy          | Sanaa        |                |

| Ano       | Título                | Personagem                         | Notas                                                             |
| --------- | --------------------- | ---------------------------------- | ----------------------------------------------------------------- |
| 2005 2006 | One Life to Live      | Neely / Red Cross Nurse            | 3 episódios                                                       |
| 2008      | Entourage             | Kara                               | "Return to Queens Blvd"                                           |
| 2009      | The Law               | Theresa Ramirez                    | Unaired ABC pilot                                                 |
| 2009      | The Closer            | Katherine Ortega                   | "Blood Money"                                                     |
| 2009      | NCIS                  | Police Officer Heather Kincaid     | "Truth or Consequences"                                           |
| 2009 2010 | Three Rivers          | Vanessa                            | "Place of Life", "The Luckiest Man", "Win-Loss", "Case Histories" |
| 2009      | CSI: New York         | Frankie Tyler                      | "It Happened to Me"                                               |
| 2010      | Castle                | Marina Casillas                    | "He's Dead, She's Dead"                                           |
| 2011      | Traffic Light         | Sherry                             | "Pilot"                                                           |
| 2011      | Chuck                 | Zondra                             | "Chuck Versus the Cat Squad", "Chuck Versus the Cliffhanger"      |
| 2012      | The Finder            | Deputy U.S. Marshal Isabel Zambada | Lead role                                                         |
| 2012      | Common Law            | Ellen Sandoval                     | "Pilot", "Ridealong"                                              |
| 2012      | 666 Park Avenue       | Louise Leonard                     |                                                                   |
| 2014-2019 | NCIS: Los Angeles     | DEA Agent Talia Del Campo          | Recurring role, 6 episodes                                        |
| 2015-2017 | Fear The Walking Dead | Ofélia Salazar                     | Protagonista                                                      |
| 2018-2019 | The Rookie            | Captain Zoe Anderson               | Main role (Season 1)                                              |